# Гасымов, Мираббас Геогджа оглы
Мираббас Геогджа оглы Гасымов (азерб. Mirabbas Göycə oğlu Qasımov; 1939—2008) — советский и азербайджанский математик, доктор физико-математических наук, профессор, действительный член АН АзССР (1989; член-корреспондент с 1980). Ректор Бакинского государственного университета (1990—1992).

## Биография
Родился 11 июля 1939 года в селе Нариманкенд Шемахинского района, Азербайджанской ССР.
В 1956 году обучался на физико-математическом факультете Бакинского государственного университета и с 1958 по 1961 год продолжил обучение на физико-математическом факультете Московского государственного университета. С 1961 по 1964 год обучался в аспирантуре Механико-математического факультета МГУ, ученик профессоров Б. М. Левитана и Ф. А. Березина.
С 1964 года на научно-исследовательской работе в Московском физико-техническом институте в качестве ассистента, одновременно с 1965 года на педагогической работе в Военной инженерной академии имени Ф. Э. Дзержинского в качестве старшего преподавателя кафедры математики.
С 1968 года на педагогической работе в Бакинском государственном университете в должностях: профессор, с 1972 по 2007 год — заведующий кафедрой прикладной математики и кибернетики и одновременно являлся — деканом механико-математического факультета этого университета.  С 1990 по 1992 год — ректор этого университета, был организатором создания факультета прикладной математики в этом университете.  Одновременно с 1970 по 1976 год на научной работе в Институте математики и механики АН АзССР в должности заведующего отделом дифференциальных уравнений в частных производных. С 1990 по 1995 год являлся — первым заместителем министра образования Азербайджана и депутатом Верховного Совета Азербайджана.

### Научно-педагогическая деятельность и вклад в науку
Основная научно-педагогическая деятельность М. Г. Гасымова была связана с вопросами в области прикладной математики и кибернетики, занимался исследованиями в области теории несамосопряжённых операторов и обратных задач спектрального анализа для различных классов дифференциальных операторов.
М. Г. Гасымов был участником международных математических конгрессов, в том числе: в 1966 году в Москве, в 1970 году во Франции и в 1974 году в  Канаде. 
М. Г. Гасымов являлся — почётным доктором Измирского технологического института и Selçuk University.
В 1964 году защитил кандидатскую диссертацию по теме: «Определение дифференциального уравнения Штурма-Лиуввиля по двум спектрам», в 1967 году защитил докторскую диссертацию на соискание учёной степени доктор физико-математических наук по теме: «Некоторые вопросы теории самосопряжённых и несамосопряжённых дифференциальных операторов». В 1968 году ему присвоено учёное звание профессор. В 1980 году был избран член-корреспондентом, а в 1989 году — действительным членом АН АзССР. М. Г. Гасымовым было написано более ста научных работ, в том числе монографий, под его руководством было защищено более семидесяти кандидатских и докторских диссертаций. Его работы печатались в ведущих научных журналов Советского Союза, в том числе: «Известия АН СССР», «Известия АН АзССР», «Труды Московского Математического общества», «Успехи математических наук» и «Математический сборник».
Скончался 6 сентября 2008 года в Баку, похоронен в селе Нариманкенд.

## Награды и звания
- Золотая медаль имени М. В. Келдыша Федерация  космонавтики СССР — «за весомый вклад в развитие науки»[1][2]